# ديك هانلي
ديك هانلي (بالإنجليزية: Dick Hanley)‏ هو لاعب كرة قدم أمريكية وضابط أمريكي، ولد في 19 نوفمبر 1894 في كلوكيه في الولايات المتحدة، وتوفي في 16 ديسمبر 1970 في بالو ألتو في الولايات المتحدة.

## وصلات خارجية
- ديك هانلي على موقع مرجع كرة القدم المحترفة.كوم (الإنجليزية)
- ديك هانلي على موقع IMDb (الإنجليزية)